# The Amagi
Ethan McGregor Schulteis, (nacido el 25 de agosto de 2002)conocido profesionalmente como The Amagi, es un YouTuber y empresario estadounidense de Wisconsin, Estados Unidos. Es conocido por crear contenido relacionado con anime y manga en YouTube. Ha ganado popularidad por sus estudios de personajes, historias de origen y debates sobre diversas habilidades y sociedades ficticias. Su trabajo incluye a menudo análisis de series populares como Avatar: The Last Airbender y Naruto.
Schulteis también es responsable de la gestión de los canales de YouTube ChannelFrederator, Stan Lee Presents y The Leaderboard. En conjunto, estos canales tienen más de 6 millones de seguidores. Los contenidos del canal Amagi también se traducen al hindi y se publican en el canal The Amagi Hindi.

## Fondo
Schulteis, nació el 25 de agosto de 2002 en Wisconsin. Estudió en el instituto Slinger, donde se graduó en 2021.

## Carrera profesional
Schulteis desarrolló un temprano interés por la animación, despertado por la serie Avatar: The Last Airbender.A los 14 años, creó un programa de animación titulado The Amagi, que propuso a Nickelodeon; sin embargo, la propuesta no fue aceptada.Posteriormente, Schulteis lanzó un canal de YouTube con el mismo nombre, inspirado en el antagonista de su proyecto animado.
El canal experimentó un repunte de popularidad tras el aumento de audiencia de Avatar: The Last Airbender en Netflix en 2019. Un vídeo que discutía el Lavabending, un concepto de la serie Avatar, acumuló más de un millón de visualizaciones.Durante la pandemia de COVID-19, Schulteis aprovechó la mayor demanda de contenido en línea, ampliando el alcance de su canal para incluir una variedad de series de anime, lo que provocó un crecimiento sustancial de la audiencia.Para mejorar la calidad del canal, contrató a un actor de doblaje y a un editor de vídeo, alcanzando los 100.000 suscriptores en junio de 2020 y ampliándose a 500.000 en enero de 2021, en parte debido a los contenidos centrados en la serie Naruto.
En agosto de 2021, el canal The Amagi superó el millón de abonados.En 2024, The Amagi tiene más de 2 millones de abonados.

## Expansión
En 2022, Channel Frederator encargó a Schulteis y a su equipo la gestión de su canal oficial de YouTube.Posteriormente, también se le pidió que se hiciera cargo del canal de acción real de Frederator, Cinematica, que cuenta con más de 300.000 suscriptores y 75 millones de visitas.
En 2023, Schulteis también comenzó a gestionar The Leaderboard, un canal de YouTube con más de 1.5 millones de suscriptores, ampliando así el alcance global de The Amagi a más de 6 millones de suscriptores en múltiples canales. Schulteis amplió aún más el alcance de The Amagi traduciendo el contenido de su canal al hindi, lo que llevó a la creación del canal The Amagi Hindi.En abril de 2024, Frederator Media colaboró con Kartoon Studios para renombrar Cinematica, gestionado por Schulteis, como Stan Lee Presents.El canal se centra ahora en el legado de Stan Lee, presentando contenido de sus archivos personales, cómics digitales, entrevistas, imágenes entre bastidores y avances de próximos proyectos.